# 北京中关村银行
北京中關村銀行股份有限公司（簡稱北京中關村銀行，縮寫：ZGCB），是中國北京市的首家民營銀行，也是中國第12家獲得批准的民營銀行。

## 历史沿革
2017年6月6日，中國銀監會北京監管局批准北京中關村銀行成立，注冊資本爲40億元人民幣。

## 業務發展
北京中關村銀行股份有限公司由11家上市公司共同投資發起設立，其中用友網絡出資11.92億，持有設立後北京中關村銀行的29.80%股權，爲公司的第一大股東。碧水源出資10.8億元，持有設立後北京中關村銀行的27%股權。除用友網絡、碧水源外，光線傳媒和東方園林分別出資3.96億元和3.96億元，並列第三股東之位，持股比例均爲9.9%。此外，持股比例超過5%的還有東華軟件。其他股東分別爲華勝天成、東方雨虹、梅泰諾、鼎漢技術、旋極信息和恒泰艾普。

## 外部連結
- 北京中关村银行官方网站（页面存档备份，存于）（简体中文）